# Иншири
Иншири (на арабски: ولاية إينشيري; правопис по американската система BGN: Inchiri) е една от областите на Мавритания. Разположена е в западната част на страната и има малък излаз на Атлантическия океан. Площта на Иншири е 46 800 км², а населението, според изчисления от юли 2019 г., 24,400 души. Главен град на областта е Акджуджт. Област Иншири включва само един департамент.